# Peter Lindbergh

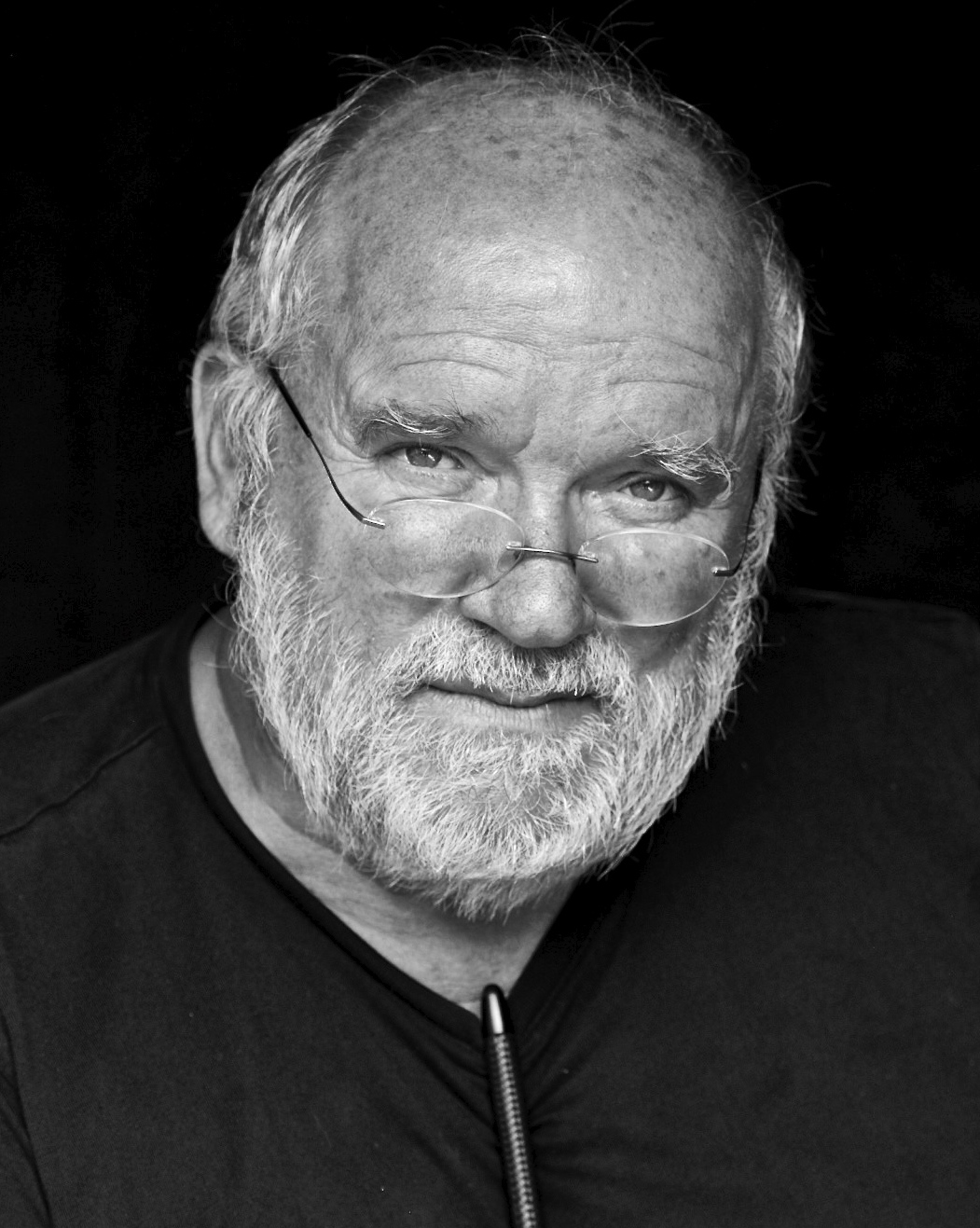
Peter Lindbergh (2015)

Peter Lindbergh, mit bürgerlichem Namen Peter Brodbeck, (* 23. November 1944 in Lissa; † 3. September 2019 in Paris) war ein deutscher Fotograf und Filmemacher. Er lebte in Paris, New York und Arles.

## Leben

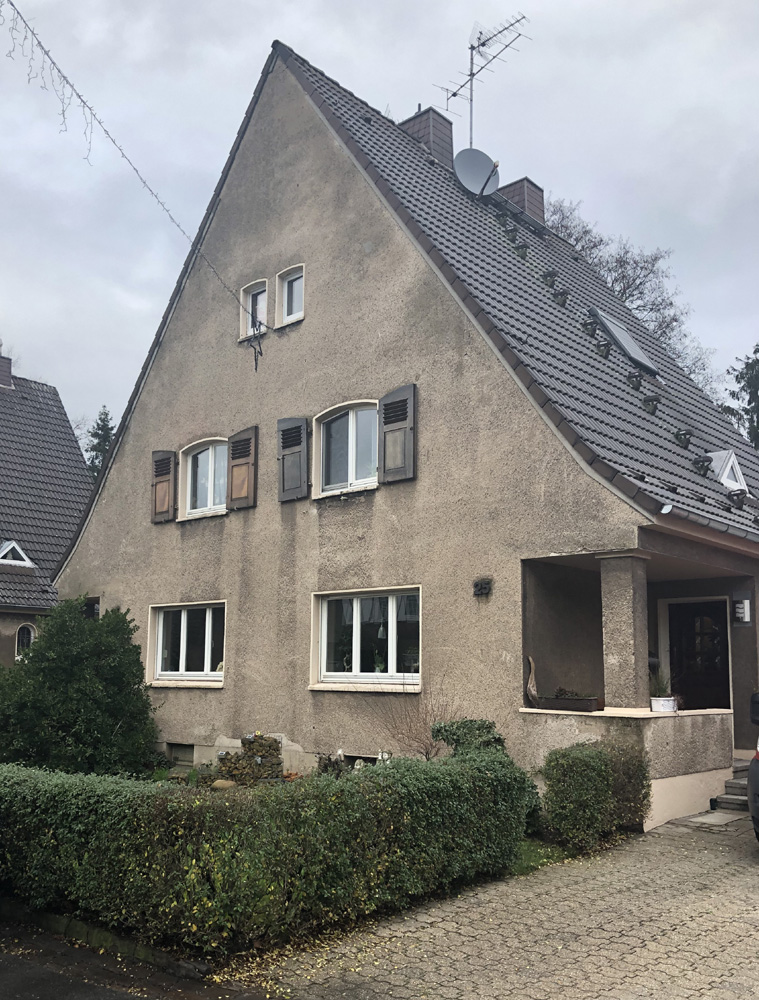
Wohnhaus in Duisburg-Rheinhausen, wo Peter Lindbergh als Kind und Jugendlicher lebte.

Peter Lindbergh wurde als Mitglied einer „volksdeutschen“ Familie im damals vom Deutschen Reich annektierten westlichen Teil Polens (Wartheland), geboren. Nach dem Krieg zog die Familie nach Westdeutschland in die damalige Stadt Rheinhausen, 1934–1975, am linken Niederrhein, gegenüber von Duisburg. Sein Vater war Handelsvertreter für Süßwaren, seine Mutter Hausfrau. Lindbergh wuchs gemeinsam mit zwei Geschwistern auf. 
Nach Abschluss der Volksschule arbeitete er als Schaufenstergestalter bei den Kaufhausketten Karstadt und Horten. In seiner Jugend spielte er als Handballtorwart beim TuS Rheinhausen, dem späteren OSC Rheinhausen.
Mit 18 Jahren ging er in die Schweiz. Zehn Monate später zog er von Luzern nach Berlin, wo er Abendkurse an der Kunstakademie belegte. Auf den Spuren seines Vorbildes Vincent van Gogh fuhr er per Anhalter nach Arles. Nach mehreren Monaten in Arles reiste er zwei Jahre durch Spanien und Marokko, dann kehrte er nach Deutschland zurück.
An der Werkkunstschule Krefeld (heute Hochschule Niederrhein) begann er das Studium der freien Malerei bei dem Hard-Edge-Pionier Günther C. Kirchberger, dort studierte er mit dem Krefelder bildenden Künstler Bernd Ewert. 
Während seines Studiums gab es eine erste Ausstellung seiner Arbeiten 1969 in der Galerie Denise René/Hans Mayer. Die Konzeptkunst war seine letzte Phase der Bildenden Kunst. 1971 wandte er sich der Fotografie zu und arbeitete zwei Jahre als Assistent für den Düsseldorfer Fotografen Hans Lux. In dieser Zeit nahm er den Künstlernamen Lindbergh an. Später begründete er die Wahl damit, dass es in Düsseldorf bereits einen Fotografen namens Peter Brodbeck gegeben habe. Der Nachname Lindbergh (bekannt durch den Piloten Charles Lindbergh) hatte für ihn eine internationale Aura.
Lindbergh war in zweiter Ehe verheiratet und Vater von vier Söhnen. 
Er starb 74-jährig am 3. September 2019. 
An der Trauerfeier in St. Sulpice, der zweitgrößten Kirche von Paris, nahmen Carla Bruni, Charlotte Rampling, Anna Wintour, Kate Moss, Naomi Campbell, Julianne Moore, Salma Hayek und Francois-Henri Pinault teil.

## Fotografie
1978 zog Peter Lindbergh nach Paris, wo er seine internationale Karriere begann, zunächst für die Zeitschrift Vogue – erst die italienische, dann die englische, französische, deutsche und amerikanische Ausgabe – und später für den The New Yorker, Vanity Fair, Allure, den Rolling Stone und andere. Seine meist schwarzweißen Fotografien sprechen eine bildliche Sprache und sind von frühen deutschen Filmen und der Berliner Kunstszene der 1920er Jahre inspiriert.
1988 kam Anna Wintour zur amerikanischen Vogue und gewann Peter Lindbergh für die Zeitschrift. Er fotografierte das Cover für Wintours erste und revolutionäre Ausgabe der amerikanischen Vogue im November 1988. Lindbergh brachte als erster Fotograf Linda Evangelista, Naomi Campbell, Tatjana Patitz, Cindy Crawford und Christy Turlington für ein Shooting zusammen und etablierte dadurch das Supermodel-Phänomen mit seinem aufsehenerregenden Titelbild der britischen Vogue im Januar 1990.
Er machte Porträts von Catherine Deneuve, Mick Jagger, Keith Richards, Charlotte Rampling, Nastassja Kinski, Tina Turner, John Travolta, Madonna, Sharon Stone, John Malkovich, Jessica Chastain, Julianne Moore, Cate Blanchett, Kate Winslet, Jeanne Moreau und vielen anderen.
Als Peter Lindbergh 1992 einen Vertrag mit Liz Tilberis vom amerikanischen Harper’s Bazaar unterzeichnete, musste ihr Herausgeber einen siebenstelligen Scheck ausstellen.

## Ausstellungen
Seit 1985 Fotografien von Peter Lindbergh bei der Ausstellung Shots of Style im Victoria and Albert Museum in London zu sehen waren, gingen seine Bilder in zahlreichen Ausstellungen um die ganze Welt. Peter Lindbergh Smoking Women war zuerst 1992 in der Galerie Gilbert Brownstone in Paris zu sehen, dann 1994 in der Bunkamura Museum of Art Gallery in Tokio und 1996 in der Schirn Kunsthalle in Frankfurt. Im gleichen Jahr, vom Erfolg der Ausstellung von 1994 angeregt, zeigte das Bunkamura Museum of Art eine große Retrospektive von Peter Lindbergh, welche die bisherigen Besucherrekorde der Retrospektiven von Henri Lartigue und Leni Riefenstahl übertraf.
1997 wurde im Hamburger Bahnhof in Berlin die Ausstellung Peter Lindbergh: Images of Women gezeigt, die anschließend 1998 in Museen in Hamburg, Mailand, Rom, Wien und 1999 und 2000 beim Internationalen Festival für Fotografie in Japan zu sehen war. Irina Alexandrowna Antonowa brachte Images of Women 2002 ins Puschkin-Museum für Bildende Künste nach Moskau und machte Peter Lindbergh damit zum ersten Fotografen, dessen Bilder dort ausgestellt wurden.
Anfang der 1990er Jahre begann Peter Lindbergh mit seinen Fotos Geschichten zu erzählten. Sein ikonisches Marsmännchen-Shooting mit Helena Christensen für die italienische Vogue 1990 stellt den Beginn der erzählenden Modefotografie dar.
Das Metropolitan Museum of Art zeigte 2009 in der Ausstellung Models As Muse einen bedeutenden Teil von Peter Lindberghs Werk. Seine Ausstellung On Street im C/O Berlin 2010 zählte 90.000 Besucher.
Das Ullens Center for Contemporary Art in Peking stellte im April und Mai 2011 The Unknown aus. Diese gigantische, von Jerome Sans kuratierte Installation lockte über 70.000 Besucher an.
Vom September 2016 bis zum Februar 2017 zeigte die Kunsthal Rotterdam die von Thierry-Maxime Loriot kuratierte Wanderausstellung A Different Vision on Fashion Photography. Danach war sie vom April bis zum August 2017 unter dem Titel Peter Lindbergh. From Fashion to Reality in der Kunsthalle München zu sehen. Vom Februar bis April 2017 war im NRW-Forum Düsseldorf eine Ausstellung zusammen mit Aufnahmen von Garry Winogrand unter dem Titel Women on Street zu sehen.

## Filmemacher
Peter Lindbergh hat auch Filme gemacht. 1991 erschien sein Dokumentarfilm Models – The Film, den er in New York mit den Supermodels gedreht hat. Inner Voices (1999), ein 30-minütiger dokumentarischer Film über Ausdrucksformen beim Method Acting, erhielt beim Internationalen Filmfestival in Toronto im Jahr 2000 die Auszeichnung Bester Dokumentarfilm.
2001 führte Peter Lindbergh Regie bei Pina Bausch – Der Fensterputzer, einem experimentellen, halbstündigen Film für Channel 4 über ein Stück seiner Freundin Pina Bausch.
Sein letzter Film, Everywhere at Once, den er zusammen mit Holly Fisher drehte und der 2007 im Nebenprogramm in Cannes gezeigt wurde, hatte beim Tribeca Film Festival 2008 in New York Weltpremiere. Dieser Film mit Jeanne Moreau verknüpft verfilmte Fotografien von Peter Lindbergh – viele davon bis dato unveröffentlicht – mit Ausschnitten aus Tony Richardson Film Mademoiselle.

## Einflüsse
Wichtige ästhetische Einflüsse waren für Lindbergh der expressionistische deutsche Film und der deutsche Ausdruckstanz der 1920er-Jahre.

## Auszeichnungen
- 1995: Photokina Top Award
- 1995: International Fashion Award als bester Fotograf
- 1997: International Fashion Award als bester Fotograf
- 2001: Chevalier des Arts et des Lettres
- 2003: Verdienstorden des Landes Nordrhein-Westfalen

## Publikationen (Auswahl)
- 10 Women. Vorwort von Karl Lagerfeld. Schirmer-Mosel, 1996, ISBN 3-88814-791-3.
- Stern Fotografie – Smoking Women. Spezial Fotografie – Portfolio N°5 (1996).
- Images of Women. Martin Harrison, Peter Lindbergh. Schirmer-Mosel, 1997, ISBN 978-3-8296-0143-6.
- Portfolio. Interview Antonio Ria – Assouline. 1997, ISBN 2-84323-108-6.
- Stern Fotografie – Invasion. Spezial Fotografie – Portfolio N°29 (2002).
- Martin Harrison (Hrsg.): Images of Women. Übersetzt von Walter Ahlers. Schirmer Mosel, München 2004 / 2007, ISBN 3-88814-967-3.
- Stories von Wim Wenders. Arena Editions, 2006, ISBN 1-892041-64-2.
- I Grandi Fotografi. Corriere della Sera, 2006.
- Untitled 116. Schirmer Mosel, München 2006, ISBN 978-3-8296-0179-5, überwiegend Illustrationen, mit Beiheft der Übersetzungen.
- Stern Fotografie – Peter Lindbergh. Spezial Fotografie – Portfolio N°47 (2007).
- Images of women – Peter Lindbergh. Begleitband der Ausstellung „Peter Lindbergh – Images of Women – Invasion“, 19. April bis 29. Juni 2008, Mönchehaus Museum für moderne Kunst Goslar. Text von Klaus Honnef, übersetzt John Brogden und Christine Becker. Snoeck, Köln 2008, ISBN 978-3-936859-89-8.
- Felix Hoffmann (Hrsg.): Peter Lindbergh – On Street. Begleitband der Ausstellung «Peter Lindbergh – On Street», C/O Berlin – International Forum for Visual Dialogues, 25. September 2010 bis 9. Januar 2011. Text von Klaus Honnef. Schirmer Mosel, München 2010, ISBN 978-3-8296-0506-9, 215 S., überw. Ill., Farb- und Duotone-Tafeln.
- The Unknown, UCCA – Wonder is the beginning of wisdom, im Interview Jérôme Sans. ISBN 978-3-8296-0544-1.
- Images of Women II. Photographien 2005–2014. Schirmer Mosel, München 2015, ISBN 978-3-8296-0685-1.
- Peter Lindbergh, Thierry-Maxime Loriot (Hrsg.): Peter Lindbergh. A Different Vision on Fashion Photography. Taschen, Köln 2016, ISBN 978-3-8365-5282-0.
- Peter Lindbergh: Shadows on the Wall. Taschen, Köln 2017, ISBN 978-3-8365-6937-8.

## Filme (Auszug)
- Pina Bausch - A Portrait by Peter Lindbergh based on «Der Fensterputzer». Fernsehfassung einer Tanztheateraufführung, Großbritannien, Originalfassung mit deutschen Untertiteln, 2001, 28 Min., Regie: Peter Lindbergh, Produktion: Channel 4, England’s Lane Production, Beta, ZDF, Inhaltsangabe (Memento vom 18. April 2013 im Webarchiv archive.today) von arte. 
Beobachtungen bei dem Stück Der Fensterputzer von Pina Bausch.
- Inner Voices - a film about expression. Dokumentation, USA, 2000, 30 Min., Regie: Peter Lindbergh, Produktion: Antoine Mills 
Dokumentation über Lee Strasbergs Actors Studio.
- Models - The film. Dokumentation, USA, 1991, 52 Min., Regie: Peter Lindbergh. 
In New York City mit Linda Evangelista, Naomi Campbell, Tatjana Patitz, Stephanie Seymour und Cindy Crawford.

## Filme über Lindbergh
- Peter Lindbergh, un portrait. Dokumentarfilm, Frankreich, 1997, 55:39 Min., Regie: Jean-Michel Vecchiet, Produktion: Mona Lisa films.
- Peter Lindbergh – Mein Leben. Dokumentarfilm, Deutschland, 2007, 43 Min., Buch und Regie: Werner Raeune, Produktion: arte, ZDF, Erstsendung: 6. Januar 2008 bei arte, Inhaltsangabe von 3sat.
- Poet des Glamour  Dokumentarfilm, Deutschland, 1993, 60 Min., Produktion:℗ & © 1993 Per Schnell Filmproduktion Köln, WDR/3Sat.